# Région de Královec
La région de Královec (prononcé en tchèque : [ˈkraːlɔvɛt͡s] ; tchèque : Královecký kraj ) est un mème Internet consistant en une annexion satirique de l'oblast de Kaliningrad en Russie par la République tchèque. Le mème est né en 2022, en réaction à l'invasion russe de l'Ukraine,.

## Histoire
Le 27 septembre 2022, le site satirique tchèque AZ247.cz (cs) a lancé une pétition pour que la République tchèque envoie des soldats dans l'oblast de Kaliningrad, organise un référendum d'annexion qui aurait 98 % de votes favorables et fasse de la région une partie officielle du pays rebaptisée Královec, obtenant ainsi un accès à la mer,. Il s'agissait d'une réponse aux référendums d'annexion dans l'Ukraine occupée par la Russie et à l'annexion ultérieure des oblasts de Donetsk, Kherson, Louhansk et Zaporizhia par la Russie lors de son invasion de l'Ukraine.
Les appels satiriques à l'annexion tchèque se sont également étendus à la Terre François-Joseph ( tchèque : Země Františka Josefa ), un archipel arctique découvert lors d'une expédition menée par un groupe comprenant des Tchèques en 1873. Son nom vient de François-Joseph Ier, souverain d'Autriche-Hongrie, l'État dont faisait alors partie la République tchèque acturelle.
Plusieurs personnalités et entités officielles, dont Jana Černochová ( ministre tchèque de la Défense ), Zuzana Čaputová ( présidente de la Slovaquie ), et l'ambassade des États-Unis à Prague (à la suite du projet d'acquisition du F-35 par la République tchèque) ont fait des commentaires satiriques concernant le mouvement sur Twitter.
Le 10 octobre 2022, quelques centaines de personnes ont assisté à un faux référendum pour procéder à l'annexion de la région devant l'ambassade de Russie à Prague.
Lors d'une interview entre les journalistes tchèques Petr Koubský (cs) et Filip Titlbach (cs) dans un article du journal tchèque Deník N (cs), on a tenté de déterminer si la proposition avait une base réelle ou historique qui pourrait justifier la satire. La ville de Kaliningrad s'appelait à l'origine Königsberg (« colline du roi » en allemand ) lors de sa fondation en l'honneur du roi Ottokar II de Bohême, qui participa à la première croisade dans la région. Les croisés, en majorité allemands, le firent par fierté d'accompagner une personne aussi importante que le roi de Bohême, qui était une personne respectée dans le Saint-Empire romain germanique, dont la Bohême faisait partie, car sa mère appartenait à la célèbre famille noble des Hohenstaufen. La satire était basée sur le fait que le Royaume de Bohême est un royaume tchèque précédant la République tchèque moderne. Le nom Královec est un calque de "Königsberg", de král « roi », utilisé comme exonyme historique. Il est similaire à l'exonyme polonais Królewiec , également un calque,.